# 黃祥龍
黃祥龍（1966年2月—），湖北江陵人，男，汉族。1987年9月参加工作，1993年6月加入中国共产党，代表荆州市出席湖北省第十三届人民代表大会代表。

## 生平
黃祥龍毕业于中南财经大学国民经济计划专业。2018年9月28日任命為湖北松滋市委书记。
2020年1月30日疑感染新型冠狀病毒肺炎。4月10日，中共湖北省委公开承认黄祥龙曾感染新冠肺炎。

### 落马
2023年3月16日，黄祥龙涉嫌严重违纪违法接受湖北省纪委监委纪律审查和监察调查。